# Широкое (Васильевский район)
Широ́кое (укр. Широке) — село,
Широковский сельский совет,
Васильевский район,
Запорожская область,
Украина.
Код КОАТУУ — 2320988801. Население по переписи 2001 года составляло 715 человек.
Является административным центром Широковского сельского совета, в который, кроме того, входят сёла
Грозовое,
Долинка,
Коновалова,
Переможное и
Терноватое.

## Географическое положение
Село широкое находится на берегу реки Карачекрак,
ниже по течению примыкает село Подгорное.
Рядом проходит автомобильная дорога Р-37.

## История
- 1786 год — дата основания как село Волкодавы, затем переименовано в село Эристовка.

В 1945 г. Указом ПВС УССР село Эристовка переименовано в Широкое.

## Объекты социальной сферы
- Школа I—II ст.
- Дом культуры.
- Фельдшерско-акушерский пункт.

## Достопримечательности
- Братская могила советских воинов.